# Nathaniel Philbrick
Nathaniel Philbrick (Boston, 11 giugno 1956) è uno scrittore statunitense.

## Biografia
Nathaniel Philbrick nasce nel 1956 a Boston, in Massachusetts ed è figlio di Thomas Philbrick, professore di inglese.
Dal 1986 vive a Nantucket, della cui storia è uno dei massimi conoscitori. Con lui vivono la moglie Melissa Douthart Philbrick ed i loro due figli Jennie e Ethan.
Philbrick si diploma alla Taylor Allderdice High School in Pittsburgh, Pennsylvania, per poi laurearsi in inglese alla Brown University e infine conseguire il master in Letteratura Americana alla Duke University.
Dopo il diploma lavorò per alcuni anni alla rivista di nautica Sailing World, e durante quel periodo scrisse e pubblico un certo numero di libri sulla navigazione. Una volta trasferitosi a Nantucket iniziò ad interessarsi alla storia dell'isola. Nel 2000 giunse alla pubblicazione di Nel cuore dell’oceano: il naufragio della Baleniera Essex, grazie al quale fu insignito del National Book Award per la saggistica. Ha ispirato il film Heart of the Sea - Le origini di Moby Dick.

## Opere
- Yaahting, A Parody, 1984.
- The Passionate Sailor, Contemporary Press, 1987.
- Abram's Eyes: The Native American Legacy of Nantucket Island, Mill Hill Press, 1998.
- Second Wind: A Sunfish Sailor's Odyssey, Mill Hill Press, 1999.
- Nel cuore dell'oceano. La vera storia della baleniera Essex (In the Heart of the Sea: The Tragedy of the Whaleship Essex, 2000), Milano, Garzanti, 2000. - col titolo Il cuore dell'Oceano. Il naufragio della baleniera Essex, Elliot, Roma, 2013; col titolo Heart of the Sea. Le origini di Moby Dick, Elliot, 2015.
- Away Off Shore: Nantucket Island and Its People, 1602-1890, Penguin.
- Revenge of the Whale: The True Story of the Whaleship Essex, Putnam Juvenile, 2002.
- Sea of Glory: America's Voyage of Discovery: the U.S. Exploring Expedition, 1838-1842, New York, Viking, 2003.
- Mayflower: A Story of Courage, Community, and War, New York, Viking, 2006.
- The Mayflower and the Pilgrims' New World: The Story of Plymouth Colony to Young Readers, Putnam Juvenile, 2008.
- The Last Stand: Custer, Sitting Bull, and the Battle of the Little Bighorn, New York, Viking, 2010.
- Why Read Moby Dick?, New York, Viking, 2011.
- Bunker Hill: a City, a Siege, a Revolution, New York, Viking, 2013.
- Valiant Ambition: George Washington, Benedict Arnold, and the Fate of the American Revolution, New York, Viking, 2016.

### Introduzioni
- Alfred Lansing, Endurance: Shackleton's Incredible Voyage, New York, Basic Books, 2014.

## Filmografia
- Heart of the Sea - Le origini di Moby Dick, di Ron Howard, 2015, tratto da Nel cuore dell'oceano.